# Aragorn (Marvel Comics)
Aragorn è un personaggio dei fumetti, creato da Roy Thomas (testi) e George Tuska (disegni), pubblicata dalla Marvel Comics. È un cavallo alato, utilizzato inizialmente come mezzo di trasporto dal Cavaliere Nero (Dane Whitman) e in seguito da vari personaggi. La sua prima apparizione avviene in The Avengers (vol. 1) n. 48 (gennaio 1968).
La sua figura richiama quella di Pegaso, creatura della mitologia greca.

## Biografia del personaggio

### Primo Aragorn
Il professor Nathan Garrett, il criminale Cavaliere Nero (Nathan Garrett), ha sviluppato tecniche di ingegneria genetica in grado di conferire a un cavallo le ali di un uccello. Lo usò per creare una cavalcatura su cui cavalcare durante le sue avventure criminali. Dopo la sconfitta finale di Garrett da parte di Iron Man, questo cavallo fuggì, fu trovato e ulteriormente mutato dalla pronipote di Victor Frankenstein, Victoria (che originariamente aveva cercato di riportarlo alla normalità), e cadde in possesso del Dreadknight, che lo chiamò Destriero infernale (Hellhorse).

### Secondo Aragorn
Mentre Garrett stava morendo, convince suo nipote Dane Whitman a prendere le sue scoperte scientifiche e ad usarle per sempre. Whitman divenne così un nuovo, eroico Cavaliere Nero (Dane Whitman), e usò le tecniche di suo zio per creare un altro cavallo alato. Chiama questo Aragorn e lo usa come cavalcatura.
Aragorn aiutò il Cavaliere Nero e gli Vendicatori a combattere i Signori del male; portò il Cavaliere Nero in battaglia contro Le Sabre; ha aiutato il Cavaliere Nero e Dottor Strange a combattere Tiboro; ha portato il Cavaliere Nero insieme a Dottor Strange e ai Vendicatori mentre combattevano contro Ymir e Surtur; portò il Cavaliere Nero sull'Olimpo per combattere Ares e l'Incantatrice, tra numerose altre avventure insieme.
Quando il Cavaliere Nero fu trasformato in pietra dall'Incantatrice, Aragorn fu posto sotto la custodia dei suoi compagni Difensori, la Valchiria. Aragorn portò la Valchiria e Namorita in battaglia contro Omegatron. Quando Whitman lasciò il suo tempo per restare per un po' nel XII secolo d.C., affidò Aragorn alle cure della Valchiria, che divenne la sua compagna permanente. È venuto a vivere alla Richmond Riding Academy. Ha accompagnato la Valchiria a Asgard e nel Valhalla e ha aiutato la Valchiria, Harokin e i Difensori a combattere Ollerus e Casiolena. Con la Valchiria, Aragorn ha contribuito a formare i Nuovi Difensori.
Mentre Aragorn era con la Valchiria, Dane Whitman ottenne un nuovo cavallo volante chiamato Strider dalla Dama del Lago.
Aragorn è ancora in compagnia della Valchiria.

### Terzo Aragorn
Un altro Aragon servì da destriero ad Augustine du Lac, che era il Cavaliere Nero del Vaticano. Cavalcava Aragorn nel momento in cui accompagnò Klaw nella sua invasione di Wakanda.
Quando il figlio di Kraven il Cacciatore Alyosha Kravinoff iniziò a collezionare uno zoo di superesseri a tema animale, Aragorn è chiaramente visto in una delle gabbie. Tuttavia, dopo aver disobbedito a Kraven, Aragorn fu ucciso per dare l'esempio agli altri prigionieri e poi servito come cibo.
Il Marvel Pets Handbook ha confermato che l'Aragorn ucciso da Alyosha Kravinoff era l'Aragorn del Cavaliere Nero del Vaticano.

## Aragorn in altri media
- Aragorn appare nell'episodio Moon Girl e Devil Dinosaur "The Devil You Know", doppiato da Cree Summer[21]. Questa versione è un membro del gruppo di supporto Action Buddies Confidential.
- Un personaggio basato su Aragorn chiamato Warsong appare nei film ambientati nel Marvel Cinematic Universe come il destriero di Valchiria[senza fonte].

## Poteri e abilità
La mutazione genetica ha completamente trasformato l'anatomia equina di Aragorn, dotandolo di ampie ali piumate, ossa più leggere, una massa muscolare più massiccia, occhi in grado di resistere alle sferzate del vento, un sistema respiratorio potenziato in grado di assorbire ossigeno ad elevate altitudini e una intelligenza notevole. Può portare contemporaneamente più persone e raggiungere una velocità di volo di 125 miglia all'ora e un'altezza di 10.000 piedi.